# Varosa
Der Varosa (portugiesisch Rio Varosa) ist ein linker (südlicher) Nebenfluss des Douro mit einer Länge von ca. 15,7 km, der ausschließlich durch den Distrikt Viseu in der Region Nord Portugals fließt. Er entspringt in der Serra de Leomil, wird von der Talsperre Varosa (port. Barragem do Varosa) zu einem Stausee (port. Albufeira da Barragem do Varosa) aufgestaut und mündet schließlich gegenüber Peso da Régua in den Douro.